# The Fable of the Uplifter and His Dandy Little Opus
The Fable of the Uplifter and His Dandy Little Opus è un cortometraggio muto del 1917 diretto da Richard Foster Baker.
Il soggetto è tratto da una storia dello scrittore George Ade. La sceneggiatura è firmata da H. Tipton Steck.

## Produzione
Il film fu prodotto dalla Essanay Film Manufacturing Company.

## Distribuzione
Il film - un cortometraggio in una bobina - uscì nelle sale cinematografiche USA il 1º dicembre 1917.